# ترور الکساندر دوم، امپراتور روسیه
در ۱۳ مارس [سبک قدیمی: ۱ مارس] ۱۸۸۱، الکساندر دوم، امپراتور روسیه، در سنت پترزبورگ روسیه در حالی که با کالسکه از میخائیلوفسکی مانژ به کاخ زمستانی بر می‌گشت ترور شد.
این ترور توسط کمیته اجرایی نارودنایا ولیا («ارادۀ مردم») که عمدتاً توسط آندره ژلیابوف اداره می‌شد، طراحی شده بود. از چهار قاتلی که هماهنگی آن ها توسط سوفیا پرووسکایا صورت گرفته بود، در واقع دو نفر مرتکب این عمل شدند. یکی از قاتل‌ها، نیکولای ریساکوف ، بمبی پرتاب کرد که به کالسکه آسیب رساند و تزار را وادار به پیاده شدن کرد. در این مرحله، قاتل دوم، ایگناسی گرینویتسکی، بمبی را پرتاب کرد که الکساندر دوم را به طور مرگباری زخمی کرد.
الکساندر دوم قبلاً از چندین تلاش برای ترورش جان سالم به در برده بود، از جمله تلاش‌های دیمیتری کاراکوزوف و الکساندر سولوویف، تلاش برای منفجر کردن قطار امپراتوری با دینامیت در زاپوریژیا، و بمباران کاخ زمستانی در فوریه ۱۸۸۰. این ترور عموماً موفق ترین اقدام جنبش نیهیلیستی روسیه در قرن نوزدهم در نظر گرفته می‌شود.